# Lepidoblepharis sanctaemartae
Espèce
Synonymes
- Lathrogecko sanctaemartae Ruthven, 1916
- Lepidoblepharis sanctaemartae fugax Wermuth, 1965

Statut de conservation UICN

 LC  : Préoccupation mineure
Lepidoblepharis sanctaemartae est une espèce de geckos de la famille des Sphaerodactylidae.

## Répartition
Cette espèce se rencontre :
- au Panama sur l'île Barro Colorado ;
- en Colombie dans la Sierra Nevada de Santa Marta ;
- au Venezuela dans la Serranía de Perijá.

## Description
C'est un gecko terrestre, diurne et insectivore.

## Publication originale
- Ruthven, 1916 : A new genus and species of lizard from Colombia, with remarks on the genus Pseudogonatodes. Occasional Papers of the Museum of Zoology, University of Michigan, n. 21, p. 1-3 (texte intégral).